# بيت الحمودي (عمران)
بيت الحمودي هي إحدى قرى الجمهورية اليمنية. تتبع جغرافيا لمحافظة عمران وإداريًا لمديرية ريده. يبلغ تعداد سكانها 973 نسمة حسب الإحصاء الذي أجري عام 2004.